# 1389
Portal Geschichte | Portal Biografien | Aktuelle Ereignisse | Jahreskalender | Tagesartikel

◄ |
13. Jahrhundert |
14. Jahrhundert
| 15. Jahrhundert | ►

◄ |
1350er |
1360er |
1370er |
1380er
| 1390er | 1400er | 1410er | ►

◄◄ |
◄ |
1385 |
1386 |
1387 |
1388 |
1389
| 1390 | 1391 | 1392 | 1393 | ► | ►►
Staatsoberhäupter  · Nekrolog
| Januar | Januar | Januar | Januar | Januar | Januar | Januar | Januar |
| Kw     | Mo     | Di     | Mi     | Do     | Fr     | Sa     | So     |
| ------ | ------ | ------ | ------ | ------ | ------ | ------ | ------ |
| 53     |        |        |        |        | 1      | 2      | 3      |
| 1      | 4      | 5      | 6      | 7      | 8      | 9      | 10     |
| 2      | 11     | 12     | 13     | 14     | 15     | 16     | 17     |
| 3      | 18     | 19     | 20     | 21     | 22     | 23     | 24     |
| 4      | 25     | 26     | 27     | 28     | 29     | 30     | 31     |

| Februar | Februar | Februar | Februar | Februar | Februar | Februar | Februar |
| Kw      | Mo      | Di      | Mi      | Do      | Fr      | Sa      | So      |
| ------- | ------- | ------- | ------- | ------- | ------- | ------- | ------- |
| 5       | 1       | 2       | 3       | 4       | 5       | 6       | 7       |
| 6       | 8       | 9       | 10      | 11      | 12      | 13      | 14      |
| 7       | 15      | 16      | 17      | 18      | 19      | 20      | 21      |
| 8       | 22      | 23      | 24      | 25      | 26      | 27      | 28      |

| März | März | März | März | März | März | März | März |
| Kw   | Mo   | Di   | Mi   | Do   | Fr   | Sa   | So   |
| ---- | ---- | ---- | ---- | ---- | ---- | ---- | ---- |
| 9    | 1    | 2    | 3    | 4    | 5    | 6    | 7    |
| 10   | 8    | 9    | 10   | 11   | 12   | 13   | 14   |
| 11   | 15   | 16   | 17   | 18   | 19   | 20   | 21   |
| 12   | 22   | 23   | 24   | 25   | 26   | 27   | 28   |
| 13   | 29   | 30   | 31   |      |      |      |      |

| April | April | April | April | April | April | April | April |
| Kw    | Mo    | Di    | Mi    | Do    | Fr    | Sa    | So    |
| ----- | ----- | ----- | ----- | ----- | ----- | ----- | ----- |
| 13    |       |       |       | 1     | 2     | 3     | 4     |
| 14    | 5     | 6     | 7     | 8     | 9     | 10    | 11    |
| 15    | 12    | 13    | 14    | 15    | 16    | 17    | 18    |
| 16    | 19    | 20    | 21    | 22    | 23    | 24    | 25    |
| 17    | 26    | 27    | 28    | 29    | 30    |       |       |

| Mai | Mai | Mai | Mai | Mai | Mai | Mai | Mai |
| Kw  | Mo  | Di  | Mi  | Do  | Fr  | Sa  | So  |
| --- | --- | --- | --- | --- | --- | --- | --- |
| 17  |     |     |     |     |     | 1   | 2   |
| 18  | 3   | 4   | 5   | 6   | 7   | 8   | 9   |
| 19  | 10  | 11  | 12  | 13  | 14  | 15  | 16  |
| 20  | 17  | 18  | 19  | 20  | 21  | 22  | 23  |
| 21  | 24  | 25  | 26  | 27  | 28  | 29  | 30  |
| 22  | 31  |     |     |     |     |     |     |

| Juni | Juni | Juni | Juni | Juni | Juni | Juni | Juni |
| Kw   | Mo   | Di   | Mi   | Do   | Fr   | Sa   | So   |
| ---- | ---- | ---- | ---- | ---- | ---- | ---- | ---- |
| 22   |      | 1    | 2    | 3    | 4    | 5    | 6    |
| 23   | 7    | 8    | 9    | 10   | 11   | 12   | 13   |
| 24   | 14   | 15   | 16   | 17   | 18   | 19   | 20   |
| 25   | 21   | 22   | 23   | 24   | 25   | 26   | 27   |
| 26   | 28   | 29   | 30   |      |      |      |      |

| Juli | Juli | Juli | Juli | Juli | Juli | Juli | Juli |
| Kw   | Mo   | Di   | Mi   | Do   | Fr   | Sa   | So   |
| ---- | ---- | ---- | ---- | ---- | ---- | ---- | ---- |
| 26   |      |      |      | 1    | 2    | 3    | 4    |
| 27   | 5    | 6    | 7    | 8    | 9    | 10   | 11   |
| 28   | 12   | 13   | 14   | 15   | 16   | 17   | 18   |
| 29   | 19   | 20   | 21   | 22   | 23   | 24   | 25   |
| 30   | 26   | 27   | 28   | 29   | 30   | 31   |      |

| August | August | August | August | August | August | August | August |
| Kw     | Mo     | Di     | Mi     | Do     | Fr     | Sa     | So     |
| ------ | ------ | ------ | ------ | ------ | ------ | ------ | ------ |
| 30     |        |        |        |        |        |        | 1      |
| 31     | 2      | 3      | 4      | 5      | 6      | 7      | 8      |
| 32     | 9      | 10     | 11     | 12     | 13     | 14     | 15     |
| 33     | 16     | 17     | 18     | 19     | 20     | 21     | 22     |
| 34     | 23     | 24     | 25     | 26     | 27     | 28     | 29     |
| 35     | 30     | 31     |        |        |        |        |        |

| September | September | September | September | September | September | September | September |
| Kw        | Mo        | Di        | Mi        | Do        | Fr        | Sa        | So        |
| --------- | --------- | --------- | --------- | --------- | --------- | --------- | --------- |
| 35        |           |           | 1         | 2         | 3         | 4         | 5         |
| 36        | 6         | 7         | 8         | 9         | 10        | 11        | 12        |
| 37        | 13        | 14        | 15        | 16        | 17        | 18        | 19        |
| 38        | 20        | 21        | 22        | 23        | 24        | 25        | 26        |
| 39        | 27        | 28        | 29        | 30        |           |           |           |

| Oktober | Oktober | Oktober | Oktober | Oktober | Oktober | Oktober | Oktober |
| Kw      | Mo      | Di      | Mi      | Do      | Fr      | Sa      | So      |
| ------- | ------- | ------- | ------- | ------- | ------- | ------- | ------- |
| 39      |         |         |         |         | 1       | 2       | 3       |
| 40      | 4       | 5       | 6       | 7       | 8       | 9       | 10      |
| 41      | 11      | 12      | 13      | 14      | 15      | 16      | 17      |
| 42      | 18      | 19      | 20      | 21      | 22      | 23      | 24      |
| 43      | 25      | 26      | 27      | 28      | 29      | 30      | 31      |

| November | November | November | November | November | November | November | November |
| Kw       | Mo       | Di       | Mi       | Do       | Fr       | Sa       | So       |
| -------- | -------- | -------- | -------- | -------- | -------- | -------- | -------- |
| 44       | 1        | 2        | 3        | 4        | 5        | 6        | 7        |
| 45       | 8        | 9        | 10       | 11       | 12       | 13       | 14       |
| 46       | 15       | 16       | 17       | 18       | 19       | 20       | 21       |
| 47       | 22       | 23       | 24       | 25       | 26       | 27       | 28       |
| 48       | 29       | 30       |          |          |          |          |          |

| Dezember | Dezember | Dezember | Dezember | Dezember | Dezember | Dezember | Dezember |
| Kw       | Mo       | Di       | Mi       | Do       | Fr       | Sa       | So       |
| -------- | -------- | -------- | -------- | -------- | -------- | -------- | -------- |
| 48       |          |          | 1        | 2        | 3        | 4        | 5        |
| 49       | 6        | 7        | 8        | 9        | 10       | 11       | 12       |
| 50       | 13       | 14       | 15       | 16       | 17       | 18       | 19       |
| 51       | 20       | 21       | 22       | 23       | 24       | 25       | 26       |
| 52       | 27       | 28       | 29       | 30       | 31       |          |          |

| Januar | Januar | Januar | Januar | Januar | Januar | Januar | Januar |
| Kw     | Mo     | Di     | Mi     | Do     | Fr     | Sa     | So     |
| ------ | ------ | ------ | ------ | ------ | ------ | ------ | ------ |
| 53     |        |        |        |        | 1      | 2      | 3      |
| 1      | 4      | 5      | 6      | 7      | 8      | 9      | 10     |
| 2      | 11     | 12     | 13     | 14     | 15     | 16     | 17     |
| 3      | 18     | 19     | 20     | 21     | 22     | 23     | 24     |
| 4      | 25     | 26     | 27     | 28     | 29     | 30     | 31     |

| Februar | Februar | Februar | Februar | Februar | Februar | Februar | Februar |
| Kw      | Mo      | Di      | Mi      | Do      | Fr      | Sa      | So      |
| ------- | ------- | ------- | ------- | ------- | ------- | ------- | ------- |
| 5       | 1       | 2       | 3       | 4       | 5       | 6       | 7       |
| 6       | 8       | 9       | 10      | 11      | 12      | 13      | 14      |
| 7       | 15      | 16      | 17      | 18      | 19      | 20      | 21      |
| 8       | 22      | 23      | 24      | 25      | 26      | 27      | 28      |

| März | März | März | März | März | März | März | März |
| Kw   | Mo   | Di   | Mi   | Do   | Fr   | Sa   | So   |
| ---- | ---- | ---- | ---- | ---- | ---- | ---- | ---- |
| 9    | 1    | 2    | 3    | 4    | 5    | 6    | 7    |
| 10   | 8    | 9    | 10   | 11   | 12   | 13   | 14   |
| 11   | 15   | 16   | 17   | 18   | 19   | 20   | 21   |
| 12   | 22   | 23   | 24   | 25   | 26   | 27   | 28   |
| 13   | 29   | 30   | 31   |      |      |      |      |

| April | April | April | April | April | April | April | April |
| Kw    | Mo    | Di    | Mi    | Do    | Fr    | Sa    | So    |
| ----- | ----- | ----- | ----- | ----- | ----- | ----- | ----- |
| 13    |       |       |       | 1     | 2     | 3     | 4     |
| 14    | 5     | 6     | 7     | 8     | 9     | 10    | 11    |
| 15    | 12    | 13    | 14    | 15    | 16    | 17    | 18    |
| 16    | 19    | 20    | 21    | 22    | 23    | 24    | 25    |
| 17    | 26    | 27    | 28    | 29    | 30    |       |       |

| Mai | Mai | Mai | Mai | Mai | Mai | Mai | Mai |
| Kw  | Mo  | Di  | Mi  | Do  | Fr  | Sa  | So  |
| --- | --- | --- | --- | --- | --- | --- | --- |
| 17  |     |     |     |     |     | 1   | 2   |
| 18  | 3   | 4   | 5   | 6   | 7   | 8   | 9   |
| 19  | 10  | 11  | 12  | 13  | 14  | 15  | 16  |
| 20  | 17  | 18  | 19  | 20  | 21  | 22  | 23  |
| 21  | 24  | 25  | 26  | 27  | 28  | 29  | 30  |
| 22  | 31  |     |     |     |     |     |     |

| Juni | Juni | Juni | Juni | Juni | Juni | Juni | Juni |
| Kw   | Mo   | Di   | Mi   | Do   | Fr   | Sa   | So   |
| ---- | ---- | ---- | ---- | ---- | ---- | ---- | ---- |
| 22   |      | 1    | 2    | 3    | 4    | 5    | 6    |
| 23   | 7    | 8    | 9    | 10   | 11   | 12   | 13   |
| 24   | 14   | 15   | 16   | 17   | 18   | 19   | 20   |
| 25   | 21   | 22   | 23   | 24   | 25   | 26   | 27   |
| 26   | 28   | 29   | 30   |      |      |      |      |

| Juli | Juli | Juli | Juli | Juli | Juli | Juli | Juli |
| Kw   | Mo   | Di   | Mi   | Do   | Fr   | Sa   | So   |
| ---- | ---- | ---- | ---- | ---- | ---- | ---- | ---- |
| 26   |      |      |      | 1    | 2    | 3    | 4    |
| 27   | 5    | 6    | 7    | 8    | 9    | 10   | 11   |
| 28   | 12   | 13   | 14   | 15   | 16   | 17   | 18   |
| 29   | 19   | 20   | 21   | 22   | 23   | 24   | 25   |
| 30   | 26   | 27   | 28   | 29   | 30   | 31   |      |

| August | August | August | August | August | August | August | August |
| Kw     | Mo     | Di     | Mi     | Do     | Fr     | Sa     | So     |
| ------ | ------ | ------ | ------ | ------ | ------ | ------ | ------ |
| 30     |        |        |        |        |        |        | 1      |
| 31     | 2      | 3      | 4      | 5      | 6      | 7      | 8      |
| 32     | 9      | 10     | 11     | 12     | 13     | 14     | 15     |
| 33     | 16     | 17     | 18     | 19     | 20     | 21     | 22     |
| 34     | 23     | 24     | 25     | 26     | 27     | 28     | 29     |
| 35     | 30     | 31     |        |        |        |        |        |

| September | September | September | September | September | September | September | September |
| Kw        | Mo        | Di        | Mi        | Do        | Fr        | Sa        | So        |
| --------- | --------- | --------- | --------- | --------- | --------- | --------- | --------- |
| 35        |           |           | 1         | 2         | 3         | 4         | 5         |
| 36        | 6         | 7         | 8         | 9         | 10        | 11        | 12        |
| 37        | 13        | 14        | 15        | 16        | 17        | 18        | 19        |
| 38        | 20        | 21        | 22        | 23        | 24        | 25        | 26        |
| 39        | 27        | 28        | 29        | 30        |           |           |           |

| Oktober | Oktober | Oktober | Oktober | Oktober | Oktober | Oktober | Oktober |
| Kw      | Mo      | Di      | Mi      | Do      | Fr      | Sa      | So      |
| ------- | ------- | ------- | ------- | ------- | ------- | ------- | ------- |
| 39      |         |         |         |         | 1       | 2       | 3       |
| 40      | 4       | 5       | 6       | 7       | 8       | 9       | 10      |
| 41      | 11      | 12      | 13      | 14      | 15      | 16      | 17      |
| 42      | 18      | 19      | 20      | 21      | 22      | 23      | 24      |
| 43      | 25      | 26      | 27      | 28      | 29      | 30      | 31      |

| November | November | November | November | November | November | November | November |
| Kw       | Mo       | Di       | Mi       | Do       | Fr       | Sa       | So       |
| -------- | -------- | -------- | -------- | -------- | -------- | -------- | -------- |
| 44       | 1        | 2        | 3        | 4        | 5        | 6        | 7        |
| 45       | 8        | 9        | 10       | 11       | 12       | 13       | 14       |
| 46       | 15       | 16       | 17       | 18       | 19       | 20       | 21       |
| 47       | 22       | 23       | 24       | 25       | 26       | 27       | 28       |
| 48       | 29       | 30       |          |          |          |          |          |

| Dezember | Dezember | Dezember | Dezember | Dezember | Dezember | Dezember | Dezember |
| Kw       | Mo       | Di       | Mi       | Do       | Fr       | Sa       | So       |
| -------- | -------- | -------- | -------- | -------- | -------- | -------- | -------- |
| 48       |          |          | 1        | 2        | 3        | 4        | 5        |
| 49       | 6        | 7        | 8        | 9        | 10       | 11       | 12       |
| 50       | 13       | 14       | 15       | 16       | 17       | 18       | 19       |
| 51       | 20       | 21       | 22       | 23       | 24       | 25       | 26       |
| 52       | 27       | 28       | 29       | 30       | 31       |          |          |

## Ereignisse

### Politik und Weltgeschehen

#### Skandinavien
- 24. Februar: Truppen der dänisch-norwegischen Königin Margrete I. besiegen in der Schlacht bei Åsle die Streitmacht des schwedischen Königs Albrecht von Mecklenburg. Der König gerät in Feindes Hand und wird erst sechs Jahre später nach seinem Thronverzicht freigelassen. Schweden wird durch Margrete in Personalunion mit Dänemark und Norwegen vereinigt, nur Stockholm und Kalmar verbleiben den Mecklenburgern als schwedische Stützpunkte. Eine Gruppe von Freibeutern, die Vitalienbrüder, übernimmt die Versorgung Stockholms von See aus und erhält Kaperbriefe, um in mecklenburgischen Diensten Piraterie gegen dänische Schiffe zu begehen und feindliche Gebiete zu plündern.

#### Heiliges Römisches Reich
- 16. Februar: Ulrich V. von Hanau und die Ritter von Cronberg erklären der Freien und Reichsstadt Frankfurt am Main die Fehde.
- 1. April: Die Alte Eidgenossenschaft schließt mit den Habsburgern unter Albrecht III. einen befristeten Friedensvertrag. Ihre Erfolge in den Schlachten von Sempach, bei der Herzog Leopold III. gefallen ist, und Näfels bewirken die weitere Waffenruhe.
- 5. Mai: König Wenzel von Luxemburg erlässt auf dem Reichstag in Eger den Landfrieden von Eger. Damit endet der 1387 ausgebrochene Städtekrieg zwischen dem Schwäbischen Städtebund und den bayerischen Herzögen.

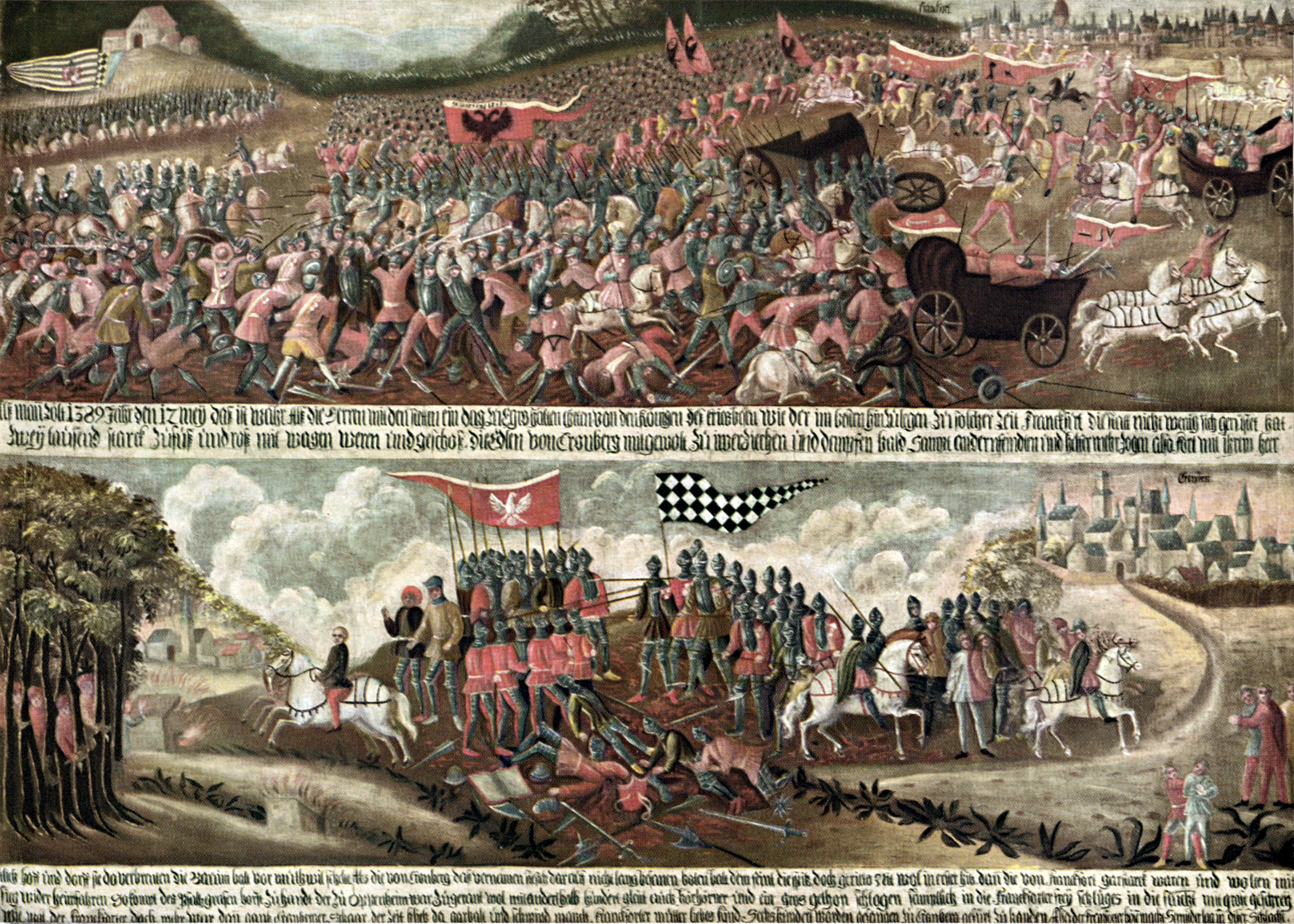
Niederlage der Frankfurter in der Schlacht bei Kronberg

- 14. Mai: Im Zuge der Kronberger Fehde erleidet die Freie Reichsstadt Frankfurt in der Schlacht bei Eschborn die schwerste militärische Niederlage ihrer Geschichte. Frankfurt muss in der Folge Lösegeldforderungen und Reparationszahlungen bezahlen, die etwa das Doppelte der jährlichen Durchschnittseinnahmen der Stadt betragen. Die zur Deckung der Verbindlichkeiten aufgenommenen Schulden werden noch über 100 Jahre später nicht vollständig getilgt sein.
- 20. November: Die Große Dortmunder Fehde endet. Dortmund erklärt sich zu einer „freiwilligen Zahlung“ an Kurköln und die Grafschaft Mark bereit, im Gegenzug wird zwei Tage später die Belagerung der Stadt aufgehoben.
- Im Prager jüdischen Ghetto kommt es zu einem Pogrom, bei dem 3.000 Menschen ermordet werden. Wenig später lässt Herzog Johann alle Juden aus Görlitz vertreiben.
- Der Lüneburger Erbfolgekrieg endet mit einem Erbverbrüderungsvertrag.

#### Osmanisches Reich/Balkan
- 15. Juni: Die Schlacht auf dem Amselfeld zwischen einem serbischen Koalitionsheer unter der Führung des Fürsten Lazar Hrebeljanović sowie Vuk Branković, das durch eine Armee des mit Lazar verbündeten bosnischen Königs Tvrtko I. verstärkt wird, und dem osmanischen Heer unter Sultan Murad I. endet ohne eindeutigen Sieger, wobei die Anführer beider Streitmächte fallen. Im Ergebnis ist der Widerstand der serbischen Fürsten gegen die osmanische Expansion allerdings entscheidend geschwächt. In der serbischen epischen Dichtung kommt es schon bald zur Legendenbildung mit den Leitthemen des Martyriums Lazars, dem Verrat Vuk Brankovićs und der Heldentat Miloš Obilićs zum Nationalmythos Serbiens. In Serbien wird heute jährlich am 15. Juni nach dem julianischen Kalender der Gedenktag Vidovdan begangen. Das Thema findet sich neben der Kunst auch in der Architektur, z. B. am Palazzo Gopcevich in Triest.

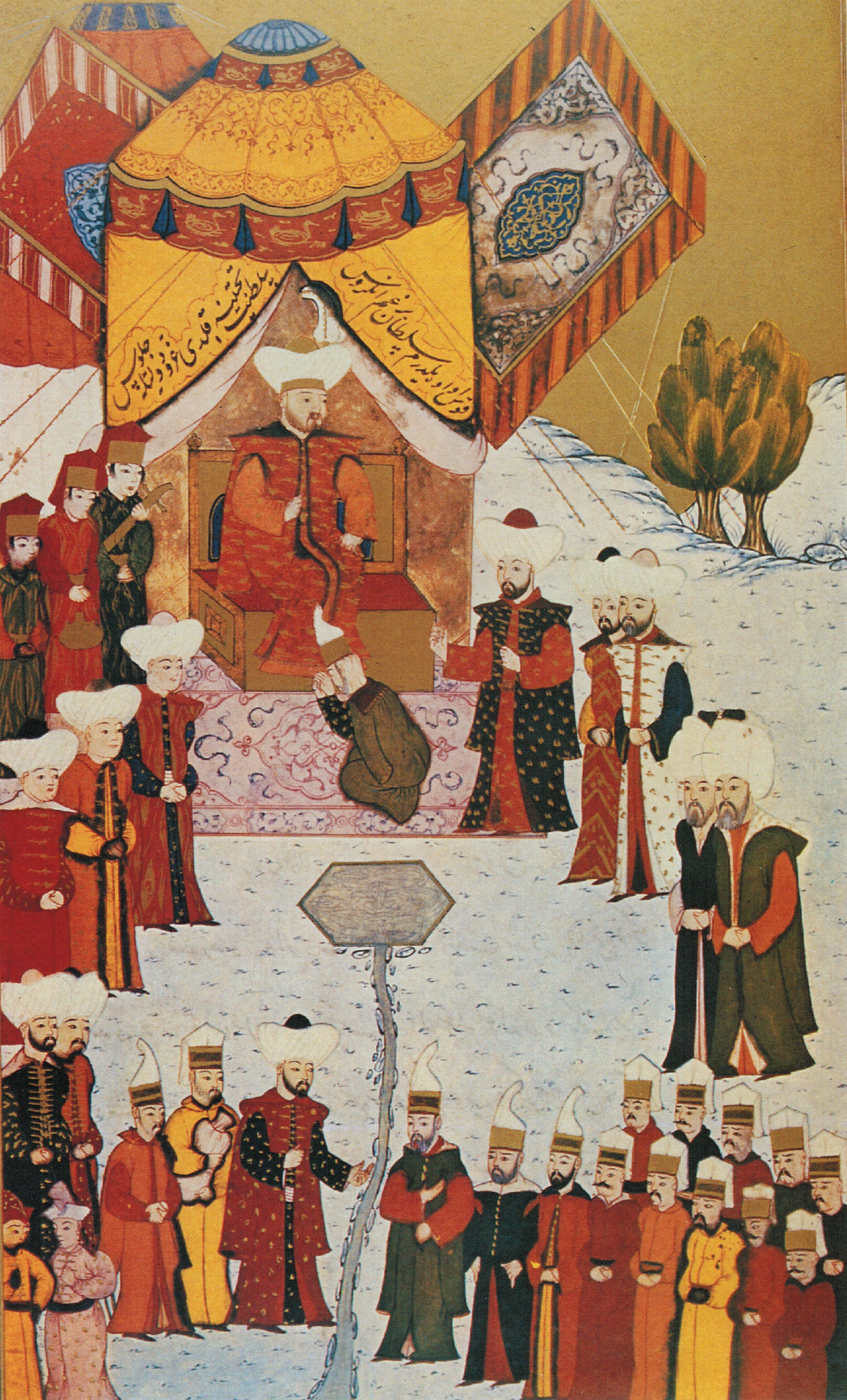
Bayezid wird zum Sultan erhoben – Miniatur aus dem 15. Jahrhundert

- Nach der Schlacht lässt Murads Sohn Bayezid seinen Bruder Yakub ermorden und besteigt als Bayezid I. den Thron des Osmanischen Reiches. Der Brudermord wird in den nächsten Jahrhunderten zur Tradition bei Thronbesteigungen im Reich.
- Der zwölfjährige Stefan Lazarević wird nach dem Tod seines Vaters Lazar Hrebeljanović Herrscher des Serbischen Reichs unter der Oberhoheit des Osmanischen Reichs.
- Der albanische Fürst Gjon Kastrioti I. gründet das Fürstentum Kastrioti.

#### Urkundliche Ersterwähnungen
- Pohlern wird erstmals urkundlich erwähnt.
- Der ukrainische Ort Buschtyno und der polnische Ort Stryków werden erstmals schriftlich erwähnt.

### Wirtschaft
- Bei Unna ist Salzgewinnung erstmals urkundlich belegt.

### Wissenschaft und Technik
- 6. Januar: An der im Vorjahr in Köln gegründeten Universitas Studii Coloniensis, der vierten Universität des Heiligen Römischen Reichs und einer der ältesten Universitäten Mitteleuropas, wird der Lehrbetrieb mit einer Disputation zwischen dem Gründungsrektor Hartlevus de Marca und dem Theologen Gerhard Kikpot von Kalkar aufgenommen.
- Die Universitas Studii Erfordiensis wird aufgrund einer Stiftungsurkunde Papst Urbans VI. vom 4. Mai errichtet.

### Gesellschaft
- Die Mailänder Herzogstochter Valentina Visconti wird mit Louis de Valois, duc d’Orléans, dem Bruder des französischen Königs Karl VI., vermählt.

### Religion
- 27. März: Das Karmelitenkloster Abensberg wird gestiftet.
- 25. Oktober bis 2. November: Aus dem in Rom stattfindenden Konklave 1389 nach dem Tod von Urban VI. geht Pietro Tomacelli als neuer Papst hervor, der sich Bonifatius IX. nennt. Er sieht sich in der Zeit des Abendländischen Schismas mit dem in Avignon residierenden Gegenpapst Clemens VII. konfrontiert. Bonifatius nutzt seine Amtszeit überwiegend dazu, sich und seine Verwandten zu bereichern.
- Auf Initiative von Gegenpapst Clemens VII. und König Karl VI. von Frankreich wird die Cölestinerkirche in Avignon errichtet.

## Geboren

### Geburtsdatum gesichert
- 1. März: Antonio Pierozzi, Florentiner Theologe, Prior von San Marco und Erzbischof von Florenz († 1459)
- 10. April: Cosimo de’ Medici, Florentiner Staatsmann, Bankier und Mäzen († 1464)
- 20. Juni: John of Lancaster, englischer Adeliger und Regent in Frankreich († 1435)
- 9. November: Isabelle de Valois, französische Prinzessin und Königin von England († 1409)
- 5. Dezember: Zbigniew Oleśnicki, Bischof von Krakau, Kardinal, Diplomat, Herzog von Siewierz sowie Regent von Polen († 1455)
- 24. Dezember: Johann VI., Herzog von Bretagne († 1442)

### Genaues Geburtsdatum unbekannt
- Dezember: Philipp II. von Nevers, burgundischer Adeliger († 1415)
- Astorgio Agnesi, Erzbischof von Benevent († 1451)
- Ahmad ibn Arabschah, syrischer Historiker und Übersetzer († 1450)
- Borommaracha II., König des siamesischen Reiches von Ayutthaya († 1448)
- Dschalāl ad-Dīn al-Mahallī, ägyptischer islamischer Gelehrter († 1459)
- Johann III., Herzog zu Mecklenburg, Herr zu Stargard, Sternberg, Friedland, Fürstenberg und Lychen († 1438)
- Mehmed I., Sultan des Osmanischen Reiches († 1421)
- Sam Fang Kaen, König der Mengrai-Dynastie von Lan Na in der Nordregion des heutigen Thailand

## Gestorben

### Todesdatum gesichert
- 25. Januar: Simon von Sternberg, Fürstbischof von Paderborn
- 19. Februar: Margarete von Ravensberg-Berg, Gräfin von Ravensberg und Berg (* um 1320)
- 20. Februar: Euphemia de Ross, Königin der Schotten (* um 1329)
- 8. März: Arnold van Hoorn, Fürstbischof von Utrecht (* um 1339/40)
- 30. März: Elisabeth von Henneberg-Schleusingen, Gräfin von Württemberg (* 1319)
- 4. Mai: Thomas Brinton, Bischof von Rochester
- 19. Mai: Dmitri Donskoi, Großfürst von Moskau (* 1350)
- 3. Juni: Pierre d’Orgemont, Herr von Méry und Chantilly, Kanzler von Frankreich
- 10. Juni: Bonaventura Badoardo de Peraga, Kardinal der katholischen Kirche und Generalprior der Augustiner-Eremiten (* 1332)
- 15. Juni: Lazar Hrebeljanović, serbischer Fürst und Märtyrer der serbisch-orthodoxen Kirche (* um 1329)
- 15. Juni: Pal Kastrioti, albanischer Adeliger
- 15. Juni: Murad I., Sultan des Osmanischen Reichs (* 1326)
- 15. Juni: Miloš Obilić, serbischer Ritter und Adeliger (* um 1350)
- 22. Juni: Giovanni de Dondi, venezianischer Gelehrter und Hochschullehrer (* 1318)
- 28. Juni: Banović Strahinja, serbischer Nationalheld (* um 1350)
- 18. Juli: Otto II., Graf von Rietberg
- 10. August: Pierre Amiel de Sarcenas, französischer katholischer Geistlicher (* um 1309)
- 1. September: Johann I. von Rosenberg, böhmischer Adeliger
- 15. Oktober: Urban VI., Papst (* um 1318)
- 6. November: Irmengard von Oettingen, Pfalzgräfin bei Rhein (* um 1310)
- 30./31. Dezember: John Hastings, englischer Adeliger (* 1372)

### Genaues Todesdatum unbekannt
- April: Wilhelm I., Herzog von Bayern-Straubing, Graf von Holland und Zeeland und Graf des Hennegaus (* 1330)
- Baha-ud-Din Naqschband, muslimischer Sufi, Gründer des Naqschbandīya-Ordens (* 1318)
- Gjin I. Muzaka, albanischer Teilfürst (* 1337)
- Johann IV. Junge, (Gegen-)Bischof im Bistum Schwerin
- Michael de la Pole, Lordkanzler von England (* 1330)
- Hayam Wuruk, König des Majapahit-Reiches, des letzten großen Hinduimperiums im Malaiischen Archipel (* 1334)